# Pfarrkirche Huben im Ötztal

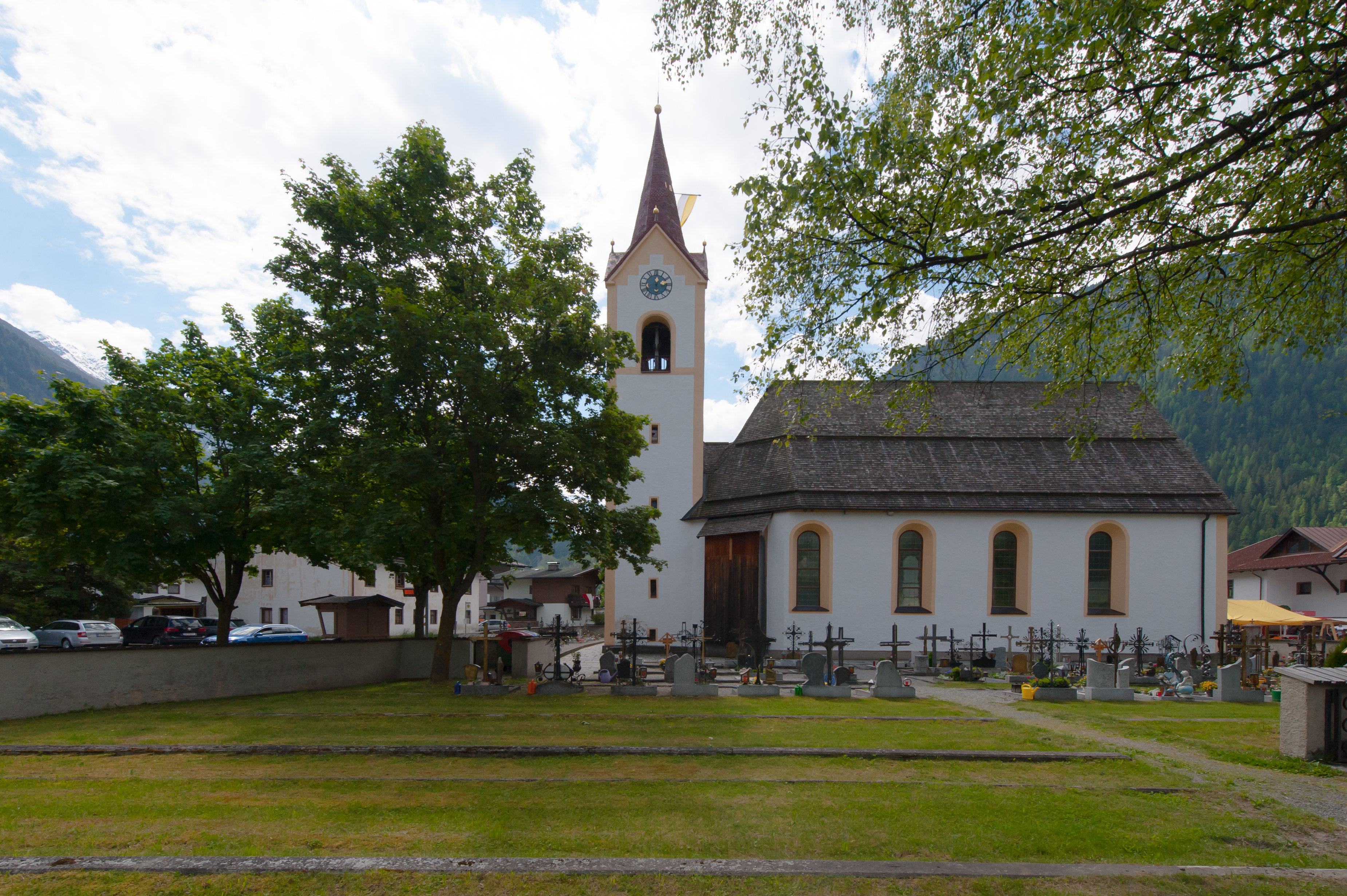
Kath. Pfarrkirche hl. Martin in Huben

Die römisch-katholische Pfarrkirche Huben im Ötztal steht im Ort Huben in der Gemeinde Längenfeld im Bezirk Imst in Tirol. Die Pfarrkirche hl. Martin gehört zum Dekanat Silz in der Diözese Innsbruck. Die Kirche und der Friedhof stehen unter Denkmalschutz.

## Geschichte
Ein Vorgängerbau wurde durch den Ausbruch des Rofener Eissees am 16. Juli 1678 zerstört und 1679 wieder aufgebaut. Da die Kirche aufgrund der steigenden Bevölkerungszahlen zu klein geworden war, wurde 1805/06 das Langhaus bis auf das Presbyterium abgetragen und durch einen Neubau ersetzt, der 1831 geweiht wurde. Durch ein neuerliches Hochwasser der Ötztaler Ache wurde 1868 der Kirchturm zerstört, er wurde 1870 wieder aufgebaut. 1891 wurde Huben zur Pfarre erhoben.

## Architektur
Die Kirche steht in der Talebene am nördlichen Rand von Huben und ist von einem Friedhof umgeben. Der Turm mit Rundbogenschallfenstern hat einen kurzen Spitzgiebelhelm. Die Sakristei ist südlich angebaut. Die Westfassade weist ein rundbogiges Portal, eine Fensteröffnung und flankierende Nischen auf. Am Giebel befindet sich ein Fresko mit der Mantelspende des hl. Martin aus der ersten Hälfte des 19. Jahrhunderts.

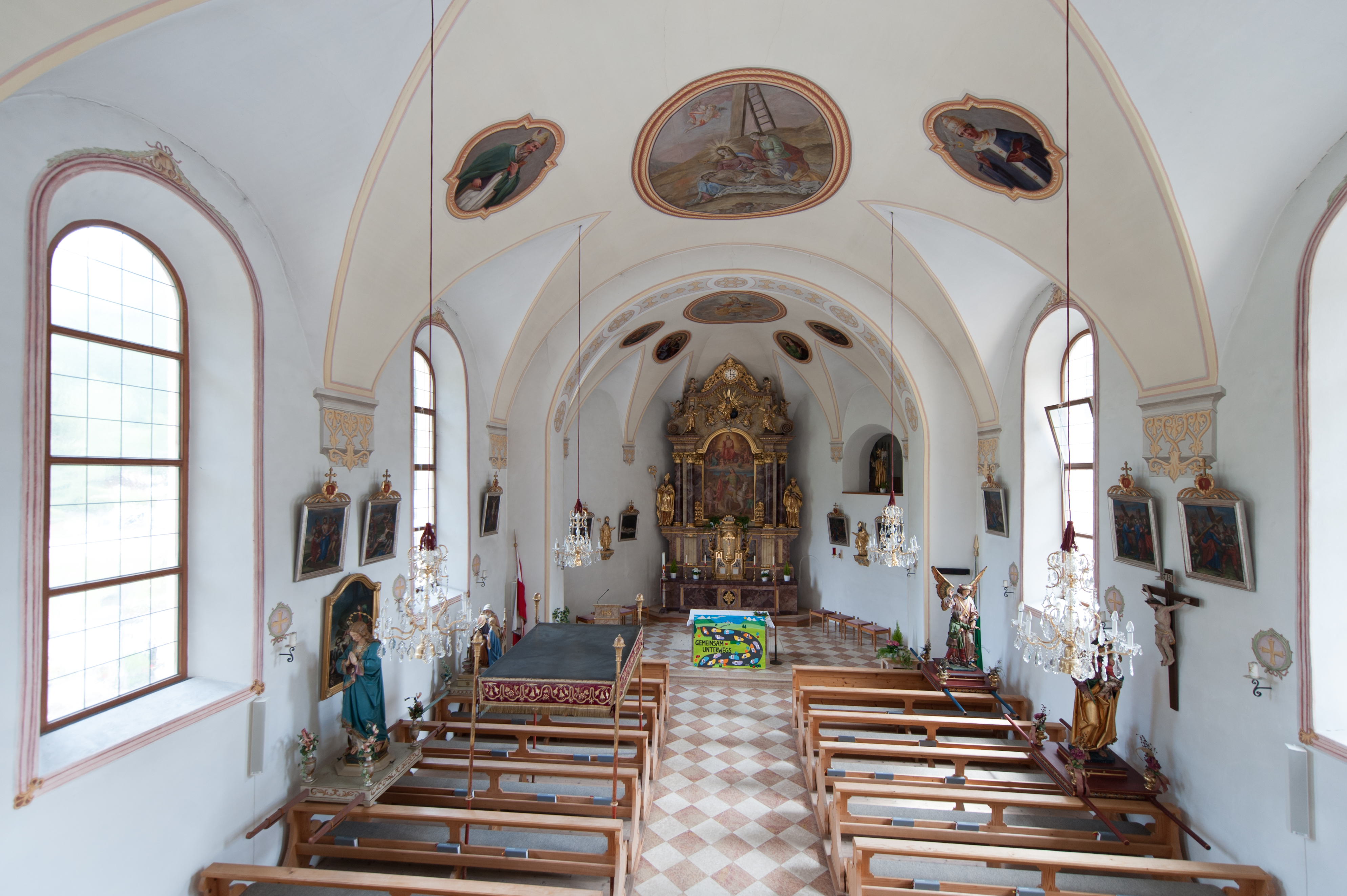
Innenansicht, Blick zum Chor

Das dreijochige Langhaus unter einem Stichkappentonnengewölbe mit einem rundbogigen Triumphbogen schließt mit einer polygonalen Apsis. Die Gewölbemalereien mit szenischen Darstellungen der hll. Martin und Kassian, Christi und der Evangelisten stammen von Johann Wanner (1816).

## Ausstattung
Der umgebaute Altar von 1930 hat spätbarocke Teile und zeigt das Altarbild Mantelspende des hl. Martin von Theres Strigl (1891) und im Oberbild die Beweinung mit einem Wappen und der Stifterinschrift Johann Khuen 1694 und trägt die Statuen Kassian und Johann Nepomuk vom Bildhauer Josef Schatz (1819). Zwei Figuren von Bischöfen aus dem Ende des 17. Jahrhunderts wurden dem Bildhauer Klemens Sattler zugeschrieben.

## Glocken
Die Pfarrkirche von Huben besitzt vier Glocken, die von der Glockengießerei Grassmayr in Innsbruck gegossen wurden. Die Glocken 1 bis 3 stammen aus dem Jahr 1949 und die Glocke 4 wurde im Jahr 1922 gegossen.
Die Stimmung der Glocken lautet: e1 gis1 h1 c2